# ATP Hangzhou

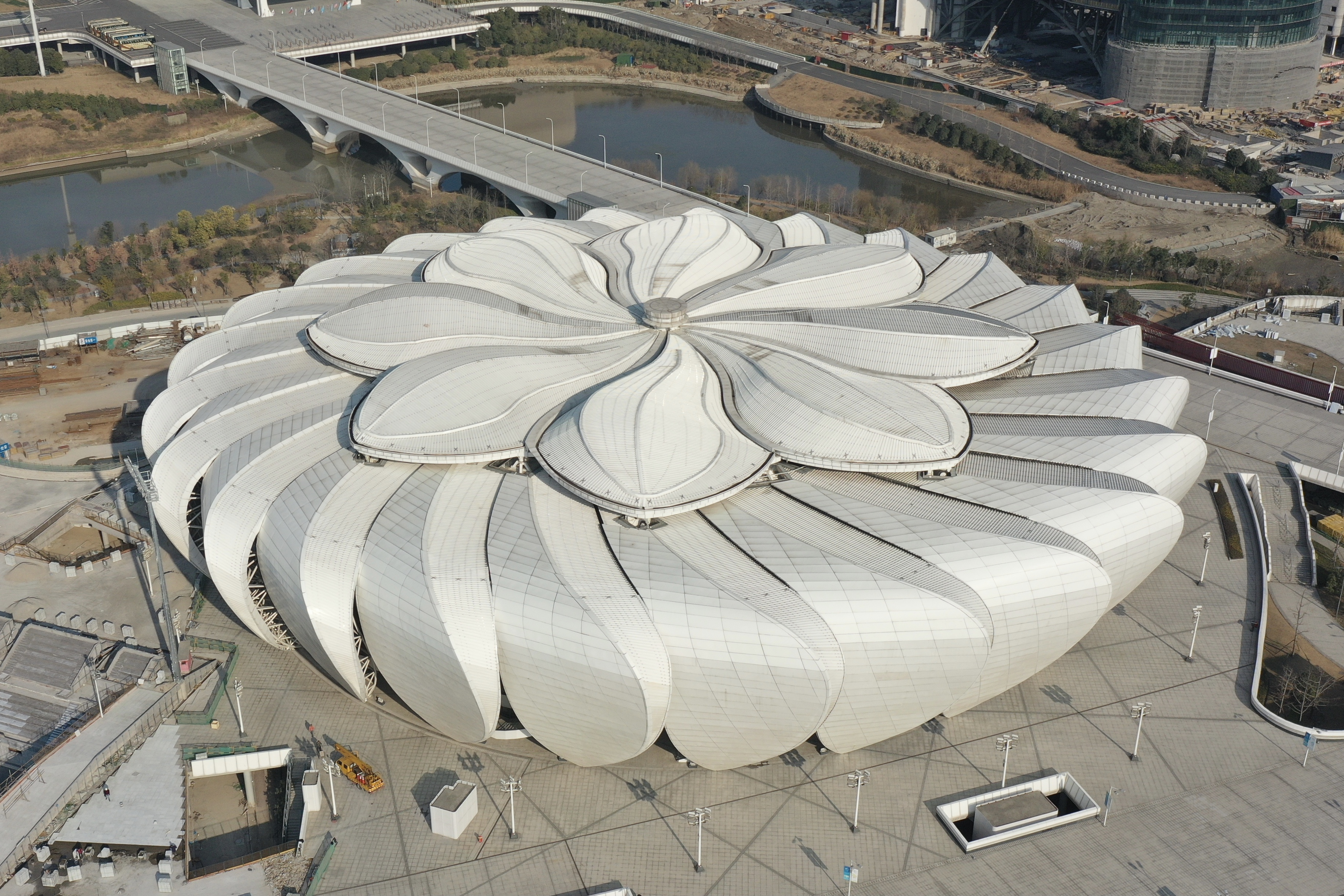
Austragungsort des Turniers, das Hangzhou Olympic Sports Expo Center

Das ATP-Turnier von Hangzhou ist ein Tennisturnier der Herren, das in der chinesischen Metropole Hangzhou im Freien auf Hartplatz ausgetragen wird.

## Geschichte
Das Turnier ersetze die Veranstaltung in Zhuhai (2019–2023) und gehört zur Kategorie ATP Tour 250. Es wird jährlich im September als Teil der sogenannten Asian Swing ausgetragen.
Austragungsort ist das Hangzhou Olympic Sports Expo Center.

## Siegerliste

### Einzel
| Jahr | Sieger      | Finalgegner   | Finalergebnis |
| ---- | ----------- | ------------- | ------------- |
| 2024 | Marin Čilić | Zhang Zhizhen | 7:65, 7:65    |

### Doppel
| Jahr | Sieger                                          | Finalgegner                        | Finalergebnis     |
| ---- | ----------------------------------------------- | ---------------------------------- | ----------------- |
| 2024 | Jeevan Nedunchezhiyan N. Vijay Sundar Prashanth | Constantin Frantzen Hendrik Jebens | 4:6, 7:65, [10:7] |